# Nuh Worry Unu Self
Nuh Worry Unu Self – pięćdziesiąty pierwszy album studyjny Sizzli, jamajskiego wykonawcy muzyki reggae i dancehall.
Płyta została udostępniona 18 marca 2014 roku do pobrania w postaci digital download; na nośniku fizycznym album ukaże się w terminie późniejszym nakładem wytwórni John John Records. Produkcją nagrań zajął się Lloyd "John John" James Jr., syn znanego producenta King Jammy'ego.

## Lista utworów
1. "Reach for Your Goals"
2. "Nuh Worry Unu Self"
3. "What's Wrong"
4. "Look a Wuk"
5. "Keep Out of Corruption"
6. "Thanks & Praise"
7. "Burn the Herbs"
8. "Come On"
9. "Squeeze Me Tight"
10. "Got It Going"
11. "Tell Me the Reason"
12. "Put Down the Gun"
13. "Shake Dem Down"
14. "Suffering Mass"